# Hugh Scanlon, Baron Scanlon

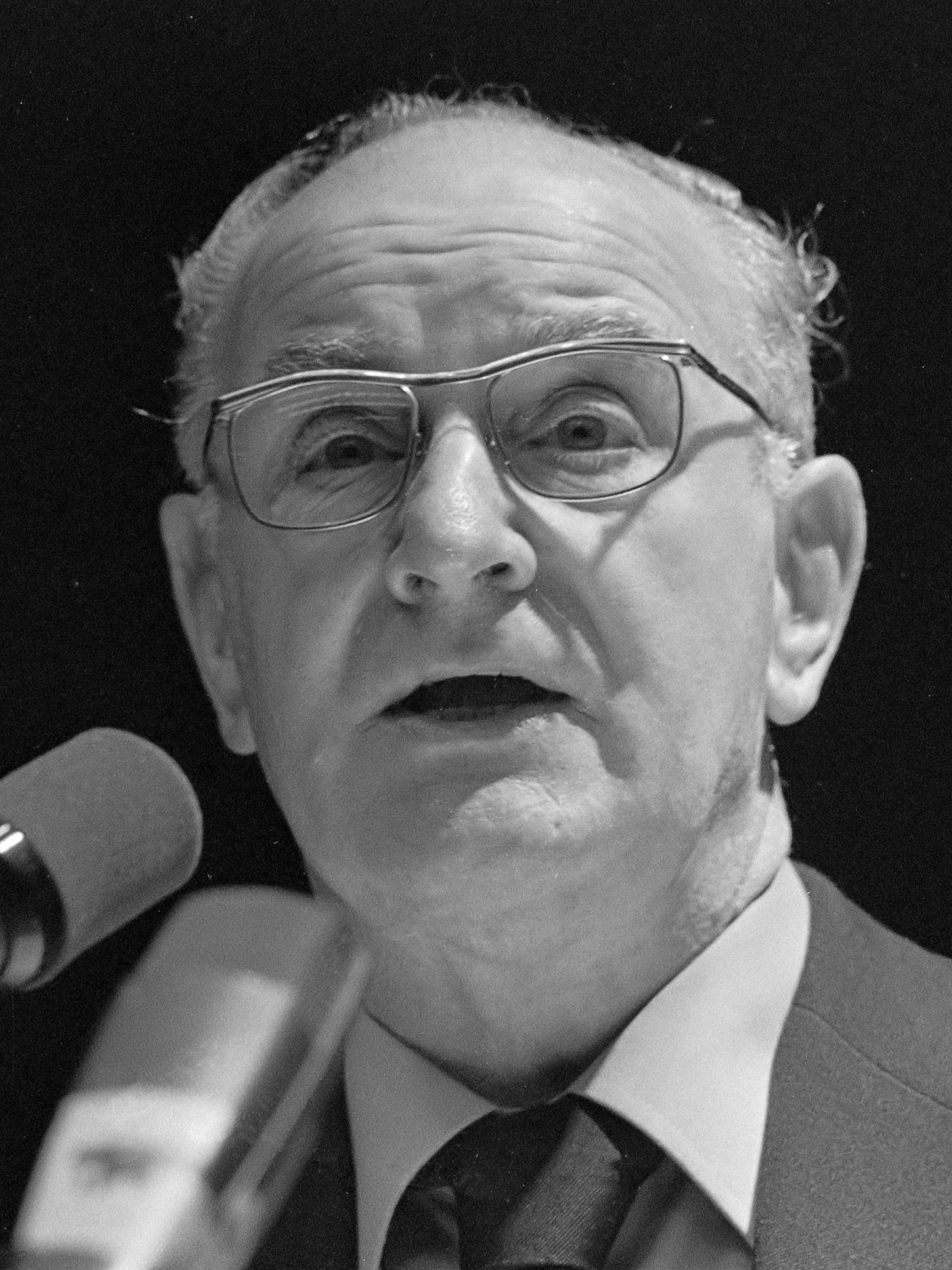
Hugh Scanlon (1977)

Hugh Parr Scanlon, Baron Scanlon (* 26. Oktober 1913 in Melbourne; † 27. Januar 2004 in Broadstairs, Kent) war ein britischer Gewerkschaftsfunktionär und Life Peer.
Mit der Amalgamated Engineering Union leitete er von 1968 bis 1978 eine der größten Gewerkschaften des Vereinigten Königreichs und galt als einflussreiche Figur des linken politischen Spektrums. Konfrontationen mit den Regierungen von Harold Wilson und Edward Heath über geplante Einschränkungen von Gewerkschaftsrechten in einer ersten Phase stand dabei ab 1974 seine Zusammenarbeit mit den Labour-Regierungen von Wilson und James Callaghan im Zeichen eines Sozialvertrags gegenüber. Dass der ehemalige Kommunist und bekennende Marxist 1978 die Peerswürde akzeptierte, galt als überraschend und entfremdete ihn von früheren Weggefährten.

## Leben

### Jugend und Beginn gewerkschaftlicher Arbeit
Scanlon war der zweitgeborene Sohn von Hugh Scanlon, einem Raumausstatter, und seiner Frau Anne, geborene Prince. Das Ehepaar war 1911 von Salford in Lancashire nach Australien ausgewandert. Der Vater starb ein Jahr nach Hughs Geburt und die Mutter, hochschwanger mit einer Tochter, kehrte mit den beiden Söhnen um die Jahreswende 1914/1915 nach England zurück. Die Familie zog im Elternhaus der Mutter in Davyhulme nahe Manchester ein, wo sie in ärmlichen Verhältnissen lebte. Als Beschäftigte in einer Seifenfabrik musste Anne Scanlon hart arbeiten, um ihre drei kleinen Kinder aufziehen zu können. Diese Kindheitserfahrungen prägten Hugh ebenso wie der Einfluss des Großvaters, eines Mitglieds der Labour Party, der den Enkel zur Lektüre der Werke von Jack London und Upton Sinclair anregte.
Scanlon besuchte die St Mary’s Church School in Davyhulme und dann die Stretford Elementary School in Stretford. Seine schulischen Leistungen waren mittelmäßig. In dieser Zeit trug er zum Lebensunterhalt der Familie bei, indem er Brot und Zeitungen auslieferte. Mit 14 Jahren fing er eine Lehre bei einem Instrumentenbauer an, dessen Werkstatt im großen Industriepark der Maschinenbauwerke Metropolitan-Vickers im südlich des Manchester Ship Canal gelegenen Trafford Park lag, wo Scanlon in den nächsten zwanzig Jahren arbeiten sollte. Als er 17 Jahre alt war, begann sein gewerkschaftliches Engagement durch Beitritt zur Amalgamated Engineering Union (AEU). 1935 wurde er Betriebsrat und schloss sich der League of Youth an, der damaligen Jugendorganisation der Labour Party. Bei Abendkursen des gewerkschaftlich organisierten National Council of Labour Colleges bildete er sich fort, konzentrierte sich dabei aber weniger auf Ingenieurwissenschaften als auf Aspekte, die ihm als Arbeitnehmervertreter nützlich sein würden – wirtschaftswissenschaftliches und betriebspsychologisches Wissen ebenso wie Redner- und Führungsqualitäten.
Enttäuscht darüber, dass sich die Labour Party nach Ausbruch des Spanischen Bürgerkriegs gegen eine Einmischung in den Konflikt aussprach, brach er 1936 mit seiner Partei und schloss sich der Kommunistischen Partei Großbritanniens (CPGB) an. Mit 30 Jahren stieg er zum 1. Sekretär des Betriebsrats der nunmehr als Associated Electrical Industries bezeichneten Maschinenwerke in Trafford Park auf und war jetzt in einer Vollzeittätigkeit der höchste Gewerkschaftsfunktionär für 6000 Arbeitnehmer. Im Jahr 1947 wurde er zum Cheforganisator aller Aktivitäten der AEU im Nordwesten Englands mit Sitz in Manchester. Nachdem er bei den Wahlen 1945 in Stretford noch für sie kandidiert hatte, trat er 1954 aus der Kommunistischen Partei aus, vollzog diesen Schritt aber im Stillen und weigerte sich auch in späteren Jahren, sich öffentlich scharf von seinen ehemaligen Genossen abzugrenzen. Das nährte den Verdacht von Widersachern, er habe seine kommunistische Einstellung nicht wirklich aufgegeben.

### Linker Gewerkschaftsführer
Zeit der Konfrontation (1968–1974)
Die AEU-Mitglieder wählten den 50-jährigen Scanlon 1963 als Vertreter des linken Gewerkschaftsflügels in den Vorstand. Die Gewerkschaft war in dieser Zeit ebenso von kräftigem Zuwachs bei Mitgliederzahlen und Selbstbewusstsein wie von Richtungskämpfen geprägt, die sich auch an der Frage entzündeten, wie auf die sich abzeichnende Krise in der britischen Maschinenbauindustrie reagiert werden sollte. Unter dem Vorsitz des Katholiken William Carron war die AEU rechts und antikommunistisch ausgerichtet. Die Wahl eines bekennenden Marxisten wie Scanlon in den Vorstand war daher kontrovers und führte zu einem langwierigen Rechtsstreit, den Scanlon jedoch in letzter Instanz gewann. Im Jahr 1968 forderte er Carron daraufhin erfolgreich bei der Wahl des Vorsitzenden heraus und trat dabei auch mit dem Versprechen an, der Lohnpolitik der von Harold Wilson geführten Labour-Regierung Widerstand leisten zu wollen. Dies stellte einen Bruch mit der bis dahin vorherrschenden Linie einer engen Zusammenarbeit der Gewerkschaften mit der Labour Party dar. Sein Aufstieg an die Spitze einer Gewerkschaft mit einer Million Mitgliedern galt in der Öffentlichkeit – je nach politischer Ausrichtung – als Hoffnungs- oder Schreckenssignal.
Er entwickelte sich in den folgenden zehn Jahren zu einem der profiliertesten Gewerkschaftsführer in Großbritannien, einer der letzten „Trade Union Barons“, bekannt – und in Arbeitgeberkreisen gefürchtet – für seine unnachgiebige Haltung in Verhandlungen über höhere Löhne, Renten und Krankengelder, gleiche Bezahlung für Frauen, bessere Arbeitsbedingungen sowie kürzere Wochenarbeitszeit und längeren Urlaub inklusive Zahlung von Urlaubsgeld. Er gehörte von 1968 bis 1978 dem Generalrat des Gewerkschaftsdachverbands Trades Union Congress sowie dessen Ausschuss für Wirtschaft an. Von 1969 bis 1978 fungierte er zudem als Vizepräsident des Internationalen Metallgewerkschaftsbundes und von 1974 bis 1978 als Präsident des Europäischen Metallgewerkschaftsbundes.
In Politik und Medien Großbritanniens griff während der 1960er Jahre parteiübergreifend die Überzeugung um sich, die Gewerkschaften des Landes seien zu mächtig und gefährdeten durch den häufigen Einsatz von Streiks die wirtschaftliche Entwicklung, vor allem hinsichtlich der als strategisch wichtig angesehenen Automobilindustrie. Barbara Castle, Wilsons Staatssekretärin für Beschäftigung und Produktivität, regte daher 1969 in dem White Paper In Place of Strife eine Einschränkung des gewerkschaftlichen Streikrechts durch gesetzlich geregelte Friedenspflicht und Urabstimmungen an. Der Vorschlag spaltete das Regierungslager und Scanlon, der bei Eingriffen in die Tarifautonomie eine rote Linie überschritten sah, organisierte in Zusammenarbeit mit Jack Jones, ebenfalls linksgerichteter Generalsekretär der Transport and General Workers’ Union, den gewerkschaftlichen Widerstand, der die Regierung in arge Verlegenheit brachte. Häufig zitiert ist ein angebliches Zitat von Premierminister Wilson, das während eines Treffens mit Scanlon in Chequers in dieser Zeit gefallen sein soll: „Zieh deine Panzer von meinem Rasen zurück, Hughie!“ Dass Castles Initiative schließlich scheiterte, wird oft mit den Protesten der Gewerkschaften in Verbindung gebracht – ebenso wie die Wahlniederlage der Labour Party im darauffolgenden Jahr. Die Partnerschaft von Scanlon und Jones, von rechten Presseorganen bevorzugt als „die schrecklichen Zwillinge“ („the terrible twins“) bezeichnet, hielt ein ganzes Jahrzehnt und stellte das markanteste Beispiel solch einer Zusammenarbeit zweier einflussreicher linksorientierter Gewerkschaften in Großbritannien seit dem Zweiten Weltkrieg dar.
Erwartungsgemäß war die neue Tory-Regierung von Edward Heath noch entschlossener als die Vorgängerregierung, die Rechte der Gewerkschaften einzuschränken. Das Ergebnis war der Industrial Relations Act 1971, der unter anderem „wilde Streiks“ eindämmen sollte. Unter Führung von Scanlon und Jones organisierte sich der gewerkschaftliche Widerstand, der vor allem in einer Serie von eintägigen Proteststreiks bestand, die 1972 ihren Höhepunkt erreichten, als so viele Arbeitstage im Land verloren gingen wie seit dem Generalstreik von 1926 nicht mehr. Die Gewerkschaftsmitglieder ignorierten dabei oftmals einfach Bestimmungen des neuen Gesetzes, obgleich dies die Zahlung von Bußgeldern implizierte. Obwohl letztere sich schließlich allein für Scanlons (seit 1971 als Amalgamated Union of Engineering Workers, AUEW, firmierende) Gewerkschaft auf 140.000 Pfund häuften und Scanlon darüber Gefängnis drohte, weigerten sich die Gewerkschaften nachzugeben – mit Erfolg. Als die Labour Party 1974 zurück an die Regierung kam, erneut mit Harold Wilson als Premierminister, kam es zur Aufhebung des umstrittenen Gesetzes und das Bußgeld der AUEW wurde von anonym bleibenden Industriellen bezahlt. Hatte die Forderung nach Bewahrung der Rechte der Gewerkschaften im Einklang mit einer langen Tradition gestanden, war das Phänomen der Betonung außerparlamentarischer Kräfte und Prozesse und des offenen Bruchs gültigen Rechts doch neu. Dies stärkte nochmals die Überzeugung insbesondere in konservativen Kreisen, eine Einschränkung der Macht der Gewerkschaften sei von höchster Dringlichkeit – ein Nährboden für den späteren Thatcherismus.
Kooperation im Zeichen des „Sozialvertrags“ (1974–1978)
Zu dieser Zeit begann sich Scanlons Verhältnis zu linken Gewerkschaftsmitgliedern einzutrüben. Ihm wurde verübelt, dass er den im Wahlprogramm der Labour Party enthaltenen, moderaten Vorschlag eines Sozialvertrags unterstützt hatte, demzufolge die Gewerkschaften zur Bekämpfung der Inflation Zurückhaltung in der Tarifpolitik zusagen sollten – bei gleichzeitiger Aussicht auf neue soziale Maßnahmen des Staates. Manche Mitglieder der AUEW legten ihm dies als „Verrat“ aus, eine Anschuldigung, die Scanlon tief traf zu einem Zeitpunkt, da er gerade sein zerrüttetes Verhältnis zur Labour Party wiederhergestellt hatte und sich auf eine konstruktive Zusammenarbeit mit der neuen Regierung vorbereitete.
Er fing an, Posten in Organisationen und staatlichen Kommissionen zu übernehmen, entweder als offizieller Gewerkschaftsvertreter oder einfach als Person des öffentlichen Lebens. So gehörte er von 1973 bis 1978 dem Metrication Board an, das die Einführung metrischer Einheitensysteme in Großbritannien vorbereiten sollte, und von 1977 bis 1979 dem National Enterprise Board, einer von der Wilson-Regierung gegründeten Behörde zur Verstaatlichung großer Industriebetriebe. Von 1975 bis 1982 war er zudem als erster Gewerkschafter Vorsitzender des Engineering Industry Training Board. Ab 1978 arbeitete er einer Kommission mit, die die Qualität der Lehre von Mathematik an Schulen in England und Wales untersuchen sollte. Diese neuen Rollen waren nicht ohne Komplikationen, stand Scanlons Name doch von 1966 bis 1977 auf einer „schwarzen Liste“ des MI 5, auf der angeblich subversive Kräfte festgehalten waren, die keinen Zugang zu sicherheitsrelevanten Informationen haben sollten. Die Bedenken des Geheimdienstes sollen dazu beigetragen haben, dass sich Scanlons Berufung in den Vorstand der British Gas Corporation (1976–1982) verzögerte und sich seine Ernennung zum Vorsitzenden des neugegründeten Werftenverbandes British Shipbuilders im Jahr 1977 zerschlug.
Er schied 1978 – mit Erreichen des 65. Lebensjahres – aus seinem Amt als Vorsitzender der AUEW aus. Kurz zuvor hatte er abermals viele Gewerkschafter gegen sich aufgebracht, als er, gegen den Willen seiner eigenen Delegation, aber im Sinne der Labour-Parteiführung, auf einem Kongress „vergessen“ hatte, im Namen der AUEW für eine Initiative zu stimmen, nach der Mitglieder des Unterhauses sich einer verbindlichen parteiinternen Wiederwahl stellen sollten. Dieses Verhalten war von Kritikern als arroganter Missbrauch seiner Vollmachten ausgelegt worden. Manche sehen seinen Rückzug – wie den fast gleichzeitigen von Jones – als Voraussetzung für den bald darauf erfolgten Zusammenbruch des „Sozialvertrags“ der Labour Party mit den Gewerkschaften, was dem Winter of Discontent 1978/1979 und letztlich der Abwahl der Regierung von James Callaghan in den Unterhauswahlen 1979 den Boden bereitete.

### Spätere Jahre
Scanlon überraschte Freunde wie Gegner, als er zur Jahreswende 1978/1979 die ihm angebotene Würde einer Life Peerage als Baron Scanlon of Davyhulme in the County of Greater Manchester annahm. Er hatte sich nicht nur in der Vergangenheit negativ über das House of Lords und seine Mitglieder – insbesondere Labour-Mitglieder – geäußert, sondern noch wenige Wochen zuvor bei einem Interview mit befreundeten Journalisten ausgeschlossen, jemals Lord zu werden, da dies seinen Prinzipien widerspräche. Der Umschwung seiner Haltung entfremdete ihn von vielen ehemaligen Weggefährten und führte dazu, dass er jahrelang nicht mehr an Labour- und Gewerkschaftstreffen teilnahm, um peinlichen Situationen aus dem Weg zu gehen. Er verfügte, dass keine Bilder von ihm in Robe bei der Einführung im Oberhaus veröffentlicht werden sollten.
Er blieb gegenüber der Kammer und seiner Rolle darin distanziert, nahm nur gelegentlich an Sitzungen teil und ergriff selten das Wort. Wenn er es tat, äußerte er sich häufig im Einklang mit seinen früheren Positionen, etwa als er die Haltung der Regierung von Margaret Thatcher zu den Gewerkschaften mit der Praxis der Diktaturen in Spanien, Deutschland und Griechenland verglich. In späteren Jahren erklärte er seine Entscheidung, die Peerswürde anzunehmen, als Trotzreaktion auf den gegen ihn gerichteten Vorwurf, er habe sich „verkauft“.
Baron Scanlon trat nur selten ins Licht der Öffentlichkeit, auch weil er zunehmend von Krankheiten geplagt war. Die Zeit vertrieb er sich mit seinen Hobbys, nämlich dem Golfsport, Schwimmen und Gartenarbeit. Eine der wenigen Ausnahmen, bei denen er sich öffentlich äußerte, war ein Radiointerview, das er im Jahr 1993 gab und in dem er schmerzliche Selbstkritik übte. Dabei machte er das Verhalten der Gewerkschaften in den 1960er und 1970er Jahren als möglichen Hauptfaktor für den Niedergang der britischen Automobilindustrie verantwortlich, derweil sein persönlicher Wunsch immer auf deren Stärkung gerichtet gewesen sei.

### Privates und Tod
Von 1944 bis zu seinem Tod war Scanlon mit der geborenen Nora Kate Markey verheiratet, der Tochter eines Stahlarbeiters, die er als junge Angestellte der Messgeräteabteilung der Associated Electrical Industries in Trafford Park kennengelernt hatte. Die beiden hatten zwei gemeinsame Töchter.
Hugh Parr Scanlon, Baron Scanlon starb am 27. Januar 2004 im Alter von 90 Jahren in seinem Haus in Broadstairs an der Küste von Kent nach langer Krankheit an Arteriosklerose.

## Persönlichkeit und Ansichten
Darstellungen zu Scanlon sind sich darin einig, er sei eine widersprüchliche Person gewesen, was sich nicht nur in seiner Annahme der Peerswürde zeigte. Einerseits war und blieb er ein überzeugter Marxist, für den, trotz wachsender Kritik, die alte Sowjetunion ein Vorbild darstellte und der noch bis in die 1970er Jahre auf Veranstaltungen der marxistischen Institute for Workers’ Control auftrat. Andererseits fühlte er sich von vielen Aspekten des bourgeoisen Lebensstils durchaus angezogen, was sich unter anderem ausdrückte in seiner Leidenschaft für den Golfsport, dem Erwerb seines vornehmen Landhauses in Broadstairs zu einem Zeitpunkt, da sein offizieller Wohnsitz ein Gewerkschaftshaus im Londoner Stadtviertel Eltham war, und seiner häufigen Teilnahme an Dinnerpartys. Damit unterschied er sich von der asketischeren Variante des Gewerkschaftsführers, wie sie sein Weggefährte Jack Jones repräsentierte. Im Kontrast zu seiner Rolle als Bürgerschreck und Agitator in Podiumsreden, bei denen er oftmals eine revolutionäre Rhetorik bemühte, war er in inoffiziellem Rahmen – auch bei Industriellen – als gesellige und geistreiche Person geschätzt, die auch zur Selbstironie fähig war, selbst wenn es um Kernaspekte eigener Überzeugungen ging.
Vertretern der Neuen Linken, die seine Wahl als Fanal für einen aufziehenden Sozialismus und gesellschaftlichen Umsturz interpretieren wollten, stand Scanlon reserviert gegenüber und vertrat stattdessen traditionellere und praxisorientierte Positionen hinsichtlich der Funktion der Gewerkschaften, betonte auch deren begrenzte Macht. Er verwendete zwar häufig den umstrittenen Begriff Arbeiterselbstverwaltung (workers' control), dahinter steckte aber weniger die Vorstellung von Enteignung als die von einem kooperativeren Verhältnis zwischen Arbeitnehmern und Arbeitgebern, einschließlich Aspekten der Mitbestimmung und besserer Qualifizierung auf beiden Seiten. Selbst wenn er in utopischen Kategorien von einer sozialistischen Zukunft sprach, hielt er an der Vorstellung von verteilten Rollen in der Gesellschaft fest.
Der Vorbehalte gegen seine Person innerhalb und außerhalb der Gewerkschaft wohl bewusst, hatte er zu Beginn seiner Amtszeit als Vorsitzender der AEU gezögert, auf das Mittel des Arbeitskampfes zu setzen und vergeblich auf eine Zusammenarbeit mit der Wilson-Regierung gehofft. Insgeheim hegte er auch, wie er in späteren Jahren einräumte, bereits frühzeitig Zweifel, ob das zunehmend militante Verhalten der Gewerkschaften, insbesondere hinsichtlich zahlreicher, auch wegen Nebenaspekten ausgerufener Streiks, wirklich opportun war. Im Kampf gegen den Industrial Relations Act war er aber militant und warf dabei auch anderen Gewerkschaften vor, ihr Widerstand sei reines Lippenbekenntnis, derweil man sich in Wahrheit an den Buchstaben des Gesetzes halte.
In seiner Zeit als Gewerkschaftsvorsitzender setzte er sich für Maßnahmen zur langfristigen Sicherung der Konkurrenzfähigkeit der britischen Metallindustrie ein. In diesem Sinne erhob er Forderungen nach einer besseren Qualifikation der Arbeiter, einer Modernisierung der Betriebe und einer Gleichstellung von Frauen. Der Regierung warf er vor, durch Ausgabenkürzungen im Bereich der Ausbildung einem Mangel an Facharbeitern den Boden zu bereiten, und er beschuldigte verschiedenste gesellschaftliche Gruppen, einschließlich der Gewerkschaften, durch eine irregeleitete Darstellung des Maschinenbaus als Männerdomäne diesem eine wichtige personelle Ressource vorzuenthalten.
Scanlon war frühzeitig überzeugt, das Kernproblem Großbritanniens im Vergleich zu anderen Industrienationen bestünde darin, dass sich 80 % der Industriebetriebe in privater Hand befanden und die Eigentümer notwendige Investitionen in deren Modernisierung und die Fortbildung der Arbeiter nicht leisteten. Ursprünglich ein Kritiker der Nachkriegsregierung von Clement Attlee, anerkannte er in späteren Jahren deren Erfolge bei der Verstaatlichung wichtiger Bereiche wie Eisenbahnen, Bergbau sowie Strom- und Gasversorgung. Der Privatisierungspolitik in der Thatcher-Ära stand er daher ebenso kritisch gegenüber wie der feindlichen Haltung der konservativen Regierung gegenüber den Gewerkschaften und kontrastierte dies mit der konstruktiven Zusammenarbeit der AUEW mit den Regierungen von Wilson und Callaghan in der zweiten Hälfte seiner Zeit als Gewerkschaftsvorsitzender. In späteren Jahren wahrte er Distanz zu New Labour, der Neuausrichtung der Labour Party unter dem Vorsitz von Tony Blair.

## Veröffentlichungen
- The Way Forward for Workers’ Control. Institute for Workers’ Control, Nottingham 1968 (Institute for Workers’ Control Pamphlet Series Nr. 1).
- Workers’ Control and the Transnational Company. Institute for Workers’ Control, Nottingham 1972 (Institute for Workers’ Control Pamphlet Series Nr. 22).
- Foreword. In: Jim Amison: The Million Pound Strike. Lawrence and Wisehart, London 1970, ISBN 0-85315-231-4.
- Training, Education and the Industrial Strategy. Scottish Technical Education Council, Glasgow 1977 (Scotec Lecture vom 22. September 1977).